# Hexathele cavernicola
Hexathele cavernicola är en spindelart som beskrevs av Forster 1968. Hexathele cavernicola ingår i släktet Hexathele och familjen Hexathelidae. Inga underarter finns listade i Catalogue of Life.